# Вербин, Павел Олегович
Павел Олегович Вербин (род. 18 октября 2001) — российский теннисист, мастер спорта России (2018). Чемпион России в парном смешанном разряде (2024); победитель десяти турниров ITF в парном разряде.

## Общая информация
Павел Олегович Вербин родился 18 октября 2001 года в России.
Начал играть в теннис и обучался в СДЮСШОР № 6 «Теннис» города Тольятти.
Затем обучался в Москве, в Российский университет спорта «ГЦОЛИФК».

## Спортивная карьера

### Юниорские турниры
В 2017 году стал победителем Первенства России в одиночном и парном разрядах среди юношей до 17 лет и бронзовым призёром Первенства Европы в парном разряде среди юношей 16 лет. И в этом же году в составе сборной России стал участником юниорского Кубока Дэвиса.
В 2019 году стал победителем Первенства России в парном разряде.

### 2023—2024
В сентябре 2023 года стал финалистом Международного турнира «Kazan Kremlin Cup» в парном разряде вместе с Богданом Бобровым, где из-за травмы они не вышли на финал и проиграли Илье Симакину и Егору Агафонову.
В 2024 году стал победителем семи турниров ITF в парном разряде.
В конце сентября 2024 года в Казани стал чемпионом России в парном смешанном разряде вместе с Марией Ткачёвой, где в финальном матче они обыграли Александра Лобанова и Марию Тимофееву со счётом 6-7, 6-3, 10:8.

## Итоговое место в рейтинге ATP по годам
| Год  | Одиночный рейтинг | Парный рейтинг |
| 2024 | 1022              | 373            |
| 2023 | 1607              | 907            |
| 2022 | —                 | 1352           |
| 2021 | 1154              | 1557           |
| 2020 | 1872              | —              |